# 7333 Бек-Борсенберґер
7333 Бек-Борсенберґер (7333 Bec-Borsenberger) — астероїд головного поясу, відкритий 29 вересня 1987 року.
Тіссеранів параметр щодо Юпітера — 3,385.